# 이오파링기아류
이오파링기아류(Eopharingia 또는 Eopharyngia)는 엑스카바타 분류군의 하나이다.